# Епархия Кампу-Морана
 Епархия Кампу-Морана  (лат. Dioecesis Campi Moranensis) — епархия Римско-Католической церкви с центром в городе Кампу-Моран, Бразилия. Епархия Кампу-Морана входит в митрополию Маринги. Кафедральным собором епархии Кампу-Морана является церковь святого Иосифа.

## История
20 июня 1959 года Римский папа Иоанн XXIII выпустил буллу «Cum venerabili», которой учредил епархию Кампу-Морана, выделив её из территориальной прелатуры Фос-ду-Игуасу (сегодня — Епархия Фос-ду-Игуасу). В этот же день епархия Кампу-Морана вошла в митрополию Куритибы.
28 ноября 1964 года и 16 декабря 1965 года епархия Кампу-Морана передала часть своей территории в пользу возведения новых епархий Апукараны и Гуарапуавы.
31 октября 1970 года епархия Кампу-Морана вошла в митрополию Лондрины.
26 мая 1973 года епархия Кампу-Морана передала часть своей территории в пользу возведения новой епархии Умуарамы.
16 октября 1973 года епархия Кампу-Морана вошла в митрополию Маринги.

## Ординарии епархии
- епископ Elizeu Simões Mendes (17.10.1959 — 3.12.1980)
- епископ Virgílio de Pauli (8.05.1981 — 21.02.1999)
- епископ Mauro Aparecido dos Santos (21.02.1999 — 31.10.2007) — назначен архиепископом Каскавела
- епископ Francisco Javier Del Valle Paredes (24.12.2008 — по настоящее время)

## Источник
- Annuario Pontificio, Ватикан, 2007
- Булла Cum venerabilis, AAS 51 (1959), стр. 897  (лат.)